# Bandele din New York
Bandele din New York  (în engleză Gangs of New York) este un film american, o dramă istorică din 2002 regizat de Martin Scorsese și scris de Jay Cocks, Steven Zaillian și Kenneth Lonergan, bazat pe cartea cu același nume a lui Herbert Asbury din 1927. Filmul îi are în rolurile principale pe Leonardo DiCaprio, Daniel Day-Lewis și Cameron Diaz, iar în roluri secundare pe Jim Broadbent, John C. Reilly, Henry Thomas, Stephen Graham, Eddie Marsan, Brendan Gleeson și Liam Neeson.
Acțiunea filmului este plasată în 1863, când o discordie catolică-protestantă de lungă durată izbucnește cu violență, chiar în momentul în care un grup de imigranți irlandezi protestează împotriva amenințării cu recrutarea.
Scorsese a petrecut douăzeci de ani dezvoltând acest proiect până când compania de producție Miramax Films l-a achiziționat în 1999.
Filmările principale au avut loc în Cinecittà, Roma și Long Island,New York. Gangs of New York a fost finalizat în 2001, dar lansarea publică a fost amânată din cauza atentatelor din 11 septembrie. Filmul a fost lansat în cinematografele din Statele Unite la 20 decembrie 2002 și a avut încasări de peste 193 de milioane de dolari în întreaga lume. A fost întâmpinat cu critici în general pozitive, iar interpretarea lui Daniel Day-Lewis a fost foarte apreciată. A primit zece nominalizări la cea de-a 75-a ediție a Premiilor Oscar, inclusiv pentru cel mai bun film, cel mai bun regizor pentru Scorsese și cel mai bun actor pentru Daniel Day-Lewis.

## Rezumat
În mahalaua Five Points din Manhattanul anului 1846, două bande rivale, „Confederația protestantă a nativilor americani”, condusă de William „Bill Măcelarul” Cutting, și irlandezii catolici imigranți „Dead Rabbits” (Iepurii Morți), conduși de „Preotul” Vallon, se angajează în ultima lor bătălie pentru a determina care facțiune va deține controlul asupra teritoriului. La finalul bătăliei, Bill îl ucide pe Vallon și îi declară pe Dead Rabbits în afara legii. După ce a fost martor la acest lucru, tânărul fiu al lui Vallon ascunde cuțitul care i-a ucis tatăl și este dus la un orfelinat de pe insula Blackwell.
În 1862, fiul lui Vallon, „Amsterdam”, se întoarce la Five Points în căutarea răzbunării și recuperează cuțitul. O veche cunoștință, Johnny Sirocco, îl familiarizează cu clanurile de bande locale, care toate îi recunosc acum supremația lui Bill asupra teritoriului. Amsterdam face cunoștință cu Bill, dar își ține trecutul secret în timp ce caută să fie recrutat în bandă. El află că mulți dintre foștii locotenenți ai tatălui său sunt acum în slujba lui Bill. În fiecare an, Bill sărbătorește aniversarea victoriei sale asupra Dead Rabbits, iar Amsterdam plănuiește în secret să îl ucidă în public în timpul acestei sărbători. Amsterdam devine curând atras de hoața de buzunare și escroaca Jenny Everdeane, de care Johnny este îndrăgostit de asemenea. Amsterdam îi câștigă încrederea lui Bill și devine protejatul acestuia, implicându-l în afacerile politicianului corupt William M. Tweed din Tammany Hall. Amsterdam îl salvează pe Bill de la o tentativă de asasinat și este chinuit de gândul că ar fi putut face acest lucru din onestitate și devotament.
În seara aniversării, Johnny, într-un acces de gelozie din cauza afecțiunii lui Jenny pentru Amsterdam, îi dezvăluie lui Bill adevărata identitate și intențiile lui Amsterdam. Bill îl momește pe Amsterdam cu o probă de aruncare a cuțitului în care este implicată Jenny. În timp ce Bill închină un toast pentru Preotul Vallon, Amsterdam aruncă cu cuțitul, dar Bill îl deviază și îl rănește pe Amsterdam cu o contra aruncare. Bill îl bate apoi și îi arde obrazul cu o lamă fierbinte. Mergând să se ascundă, Jenny îl imploră să fugă cu ea la San Francisco. Amsterdam, însă, se întoarce în Five Points în căutarea răzbunării și își anunță întoarcerea spânzurând un iepure mort în Paradise Square în fața mai multor bande irlandeze care erau aliate cu Dead Rabbits. Bill îl trimite pe polițistul irlandez corupt Mulraney, fost Dead Rabbit, să investigheze, dar Amsterdam îl ucide și pe acesta și îi spânzură trupul în piață. Ca represalii, Bill pune ca Johnny să fie bătut și străpuns cu o suliță, lăsându-l pe Amsterdam să-i curme suferința. Când banda lui Amsterdam îl bate pe McGloin, fost membru Dead Rabbit și unul dintre locotenenții lui Bill, Bill și banda lui mărșăluiesc spre biserică unde sunt întâmpinați de Amsterdam și Dead Rabbits. Nu se ajunge la violențe, dar Bill promite să se întoarcă în curând. Incidentul atrage atenția ziarelor, iar Amsterdam îi prezintă lui Tweed un plan pentru a învinge influența lui Bill: Tweed va susține candidatura lui Monk McGinn la funcția de șerif, iar Amsterdam va asigura votul irlandezilor pentru Tammany. Monk câștigă detașat, iar Bill, umilit, îl ucide. Moartea lui McGinn îl determină pe Amsterdam, furios, să-l provoace pe Bill la o luptă între bande în Paradise Square, pe care Bill o acceptă.
Revoltele împotriva înrolărilor pentru Războiul de Secesiune izbucnesc în momentul în care bandele se pregătesc să lupte, iar soldații Armatei Uniunii sunt trimiși pentru a-i controla pe revoltați. În timp ce bandele rivale se luptă, focuri de tun de pe nave sunt îndreptate spre Paradise Square, întrerupând lupta lor cu puțin timp înainte de a începe. Mulți dintre membrii bandelor sunt uciși de focurile de tun, de către soldați sau de rivali. Bill și Amsterdam se confruntă unul împotriva celuilalt până când Bill este rănit de schije. Amsterdam folosește apoi cuțitul tatălui său pentru a-l ucide pe Bill.
Amsterdam îngroapă cuțitul lângă tatăl său într-un cimitir din Brooklyn, ridicând deasupra o piatră funerară improvizată cu numele William Cutting, acum alături de piatra funerară reală a preotului Vallon. În timp ce Amsterdam și Jenny pleacă, linia orizontului se schimbă pe măsură ce New York-ul modern se construiește în următorul secol, de la Podul Brooklyn la World Trade Center, iar cimitirul devine năpădit de buruieni și uitat.

## Distribuție
- Leonardo DiCaprio: Amsterdam Vallon
- Daniel Day-Lewis: William „Bill the Butcher” Cutting (inspirat de William Poole)
- Cameron Diaz: Jenny Everdeane
- Jim Broadbent: William „Boss” Tweed
- John C. Reilly: Happy Jack Mulraney
- Henry Thomas: Johnny Sirocco
- Liam Neeson: „Priest" Vallon
- Brendan Gleeson: Walter „Monk” McGinn
- Gary Lewis: McGloin
- Stephen Graham: Shang
- Eddie Marsan: Killoran
- Alec McCowen: Reverend Raleigh
- David Hemmings: John F. Schermerhorn
- Lawrence Gilliard Jr.: Jimmy Spoils
- Cara Seymour: Hell-Cat Maggie
- Roger Ashton-Griffiths: P. T. Barnum
- Barbara Bouchet: Mrs. Schermerhorn
- Michael Byrne: Horace Greeley
- John Sessions: Harry Watkins
- Richard Graham: Harvey-Card Player
- Giovanni Lombardo Radice: Mr. Legree

## Producția
Cineastul Martin Scorsese a crescut în Little Italy, în cartierul Manhattan din New York, în anii 1950. La acea vreme, el a observat că existau părți ale cartierului său care erau mult mai vechi decât restul, inclusiv pietre funerare din anii 1810 în Catedrala Old St. Patrick's, străzi pietruite și subsoluri mici situate sub clădiri mari mai recente; acest lucru i-a stârnit lui Scorsese curiozitatea față de istoria zonei: „Mi-am dat seama treptat că italo-americanii nu au fost primii acolo, că alți oameni au fost acolo înaintea noastră. Pe măsură ce am început să înțeleg acest lucru, m-a fascinat. Mă tot întrebam: cum arăta New York-ul? Cum erau oamenii? Cum mergeau, cum mâncau, cum munceau, cum se îmbrăcau?”

### Scenariul
În 1970, Scorsese a dat peste cartea lui Herbert Asbury, „Bandele din New York: O istorie neoficială a lumii interlope” (1927), despre lumea interlopă a criminalității din secolul al XIX-lea din oraș, și a considerat că este o revelație. În portretele criminalilor din oraș, Scorsese a văzut potențialul pentru o epopee americană despre lupta pentru democrația americană modernă. La acea vreme, Scorsese era un tânăr regizor fără bani sau faimă; la sfârșitul deceniului, după succesul cu filmele polițiste precum Crimele din Mica Italie (Mean Streets) (1973), despre vechiul său cartier, și  Șoferul de taxi (Taxi Driver) (1976), era o stea în ascensiune. În 1979, a achiziționat drepturile de ecranizare a cărții lui Asbury; cu toate acestea, a fost nevoie de douăzeci de ani pentru ca producția să avanseze. Au apărut dificultăți în ceea ce privește reproducerea peisajului urban monumental al New York-ului din secolul al XIX-lea cu stilul și detaliile pe care le dorea Scorsese; aproape nimic din New York nu arăta ca în acea perioadă, iar filmarea în altă parte nu era o opțiune. Începând cu 1991, proiectul urma să fie finanțat inițial de Universal Studios, cu un buget de 30 de milioane de dolari. Cu toate acestea, studioul a cedat drepturile asupra proiectului către Disney în 1997, al cărui președinte de atunci, Joe Roth, a refuzat filmul din cauza violenței excesive, care „nu era potrivită pentru un film cu tematică Disney”.
Scorsese a dus filmul la Warner Bros., fiind obligat prin contract să facă un film pentru studio; filmul a fost însă refuzat și de Warner Bros. și, ulterior, refuzat în mod similar de 20th Century Fox, Paramount Pictures și Metro-Goldwyn-Mayer. În cele din urmă, în 1999, Scorsese a reușit să găsească un parteneriat cu Miramax Films. Întrucât filmul avea un buget mare, de aproape 100 de milioane de dolari, Miramax Films a vândut apoi drepturile de distribuție internațională a proiectului către Initial Entertainment Group al lui Graham King pentru aproximativ 65 de milioane de dolari, cu scopul de a asigura fondurile necesare. La scurt timp după aceea, Touchstone Pictures s-a alăturat companiei Miramax pentru a finanța filmul, în schimbul unei părți din încasările obținute din distribuția internă. Jay Cocks a fost angajat de Scorsese pentru adaptarea scenariului filmului, despre care s-a relatat în The New Yorker din martie 2000 că a trecut prin nouă versiuni revizuite cu Scorsese.

### Scenografia

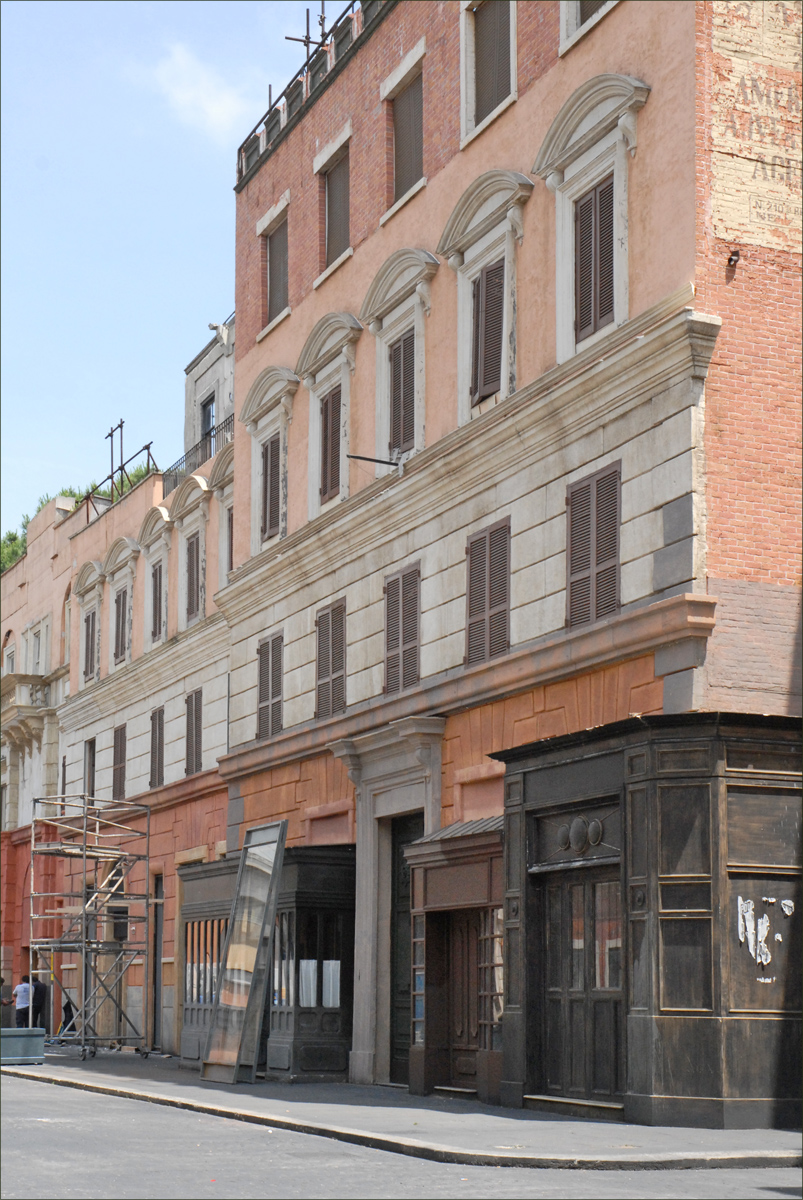
Platoul de filmare la Studiorile Cinecittà din Roma, Italia

Pentru a crea decorurile imaginate de Scorsese, producția a fost filmată la studiourile Cinecittà din Roma, Italia. Scenograful Dante Ferretti a recreat mai mult de 1,5 km de clădiri newyorkeze de la mijlocul secolului al XIX-lea, constând într-o zonă de cinci străzi din Manhattanul de Jos, inclusiv mahalaua Five Points, o secțiune a malului East River, inclusiv două veliere în mărime naturală, o porțiune de 30 de clădiri de pe Broadway, un conac patrician și replici ale Tammany Hall, o biserică, un salon, un teatru chinezesc și un cazinou de jocuri de noroc. Pentru Five Points, Ferretti a recreat tabloul lui George Catlin despre zonă.

### Repetițiile și dezvoltarea personajelor
O atenție deosebită a fost acordată, de asemenea, vorbirii personajelor, deoarece loialitatea era adesea dezvăluită de accentele lor. Specialistul ȋn vorbire al filmului, Tim Monich, a rezistat în a folosi un accent provincial irlandez generic și s-a axat în schimb pe dialectele distinctive ale Irlandei și Marii Britanii. Întrucât personajul lui DiCaprio s-a născut în Irlanda, dar a fost crescut în Statele Unite, accentul său a fost conceput pentru a fi un amestec de accente tipice celor pe jumătate americanizați. Pentru a dezvolta accentele unice și pierdute ale „nativilor” yankei, cum ar fi personajul lui Daniel Day-Lewis, Monich a studiat poezii vechi, balade, articole de ziar (care uneori imitau dialectul vorbit ca formă de umor) și Rogue's Lexicon, o carte de expresii din lumea interlopă compilată de comisarul poliției din New York, pentru ca oamenii săi să poată spune despre ce vorbesc infractorii. O piesă importantă a fost o înregistrare pe un cilindru de ceară din 1892 a lui Walt Whitman recitând patru versuri dintr-un poem în care pronunța cuvintele ȋntr-un mod particular. Monich a concluzionat că newyorkezii nativi din secolul al XIX-lea sunau probabil cumva asemănător cu proverbialii taximetriști din Brooklyn de la mijlocul secolului al XX-lea.

### Filmarea
Filmările principale au început la New York și Roma pe 18 decembrie 2000 și s-au încheiat pe 30 martie 2001. Din cauza personalităților puternice și a viziunilor contradictorii ale regizorului și producătorului, producția de trei ani a devenit o poveste în sine. Scorsese și-a apărat cu tărie viziunea artistică pe probleme de gust și durată, în timp ce producătorul Harvey Weinstein a luptat pentru o versiune simplificată, mai comercială. În timpul întârzierilor, actori renumiți precum Robert De Niro și Willem Dafoe au fost nevoiți să părăsească producția din cauza unor conflicte cu alte angajamente ale acestora. Costurile au depășit bugetul inițial cu 25%, aducând costul total la peste 100 de milioane de dolari. Bugetul crescut a făcut ca filmul să fie vital pentru succesul pe termen scurt al Miramax Films.

### Post-producția și lansarea
După ce post-producția a fost aproape finalizată în 2001, filmul a fost amânat cu peste un an. Justificarea oficială a fost că, după atentatele de la 11 septembrie 2001, anumite elemente ale filmului ar fi putut crea disconfort publicului; planul final al filmului este o vedere a New York-ului din zilele noastre, cu tot cu turnurile World Trade Center, deși acestea fuseseră distruse de atentate cu peste un an înainte de lansarea filmului. Cu toate acestea, respectiva afirmație a fost infirmată în declarațiile contemporane ale lui Scorsese, care a precizat că filmări sporadice au continuat chiar și în octombrie 2002. Realizatorii filmului au luat în considerare, de asemenea, ca turnurile să fie eliminate din cadru pentru a recunoaște dispariția lor, sau să se renunțe cu totul la întreaga secvență. În cele din urmă s-a decis să se păstreze turnurile nealterate.
În calitatea sa de producător, Weinstein a continuat să ceară reduceri ale lungimii filmului, iar unele dintre aceste reduceri au fost făcute în cele din urmă. În decembrie 2001, criticul de film Jeffrey Wells a analizat o presupusă copie de lucru a filmului, așa cum exista în toamna anului 2001. Wells a notat că versiunea de lucru nu conținea narațiune, era cu aproximativ 20 de minute mai lungă și, deși era „diferită de versiunea [finală]… scenă după scenă, se desfășoară exact la fel în ambele”. În ciuda asemănărilor, Wells a considerat că versiunea de lucru este mai bogată și mai satisfăcătoare decât cea din film. În timp ce Scorsese a declarat că versiunea filmului este montajul său final, se pare că a transmis versiunea de peste trei ore a filmului pe casetă unor prieteni și le-a mărturisit: „Lăsând la o parte obligația mea contractuală de a livra o versiune mai scurtă, de două ore și patruzeci de minute, către Miramax, aceasta este versiunea cu care sunt cel mai fericit”.
Într-un interviu cu Roger Ebert, Scorsese a clarificat adevăratele probleme legate de tăierea filmului. Ebert notează că:
„Discuțiile sale cu Weinstein, a spus el, au fost întotdeauna despre găsirea lungimii în care filmul să funcționeze. Când acest lucru a ajuns în presă, a fost tradus în certuri. În prezent, filmul are 168 de minute, a spus el, și aceasta este lungimea corectă, și de aceea nu va exista nici un montaj al regizorului - pentru că acesta este montajul regizorului.”

### Coloana sonoră
Coloana sonoră originală a filmului este semnată de Howard Shore.
Robbie Robertson a supervizat colecția de piese pop, folk și neoclasice eclectice din coloana sonoră.
Ulterior a fost lansat și un album conținând coloană sonoră a filmului.

## Acuratețea istorică

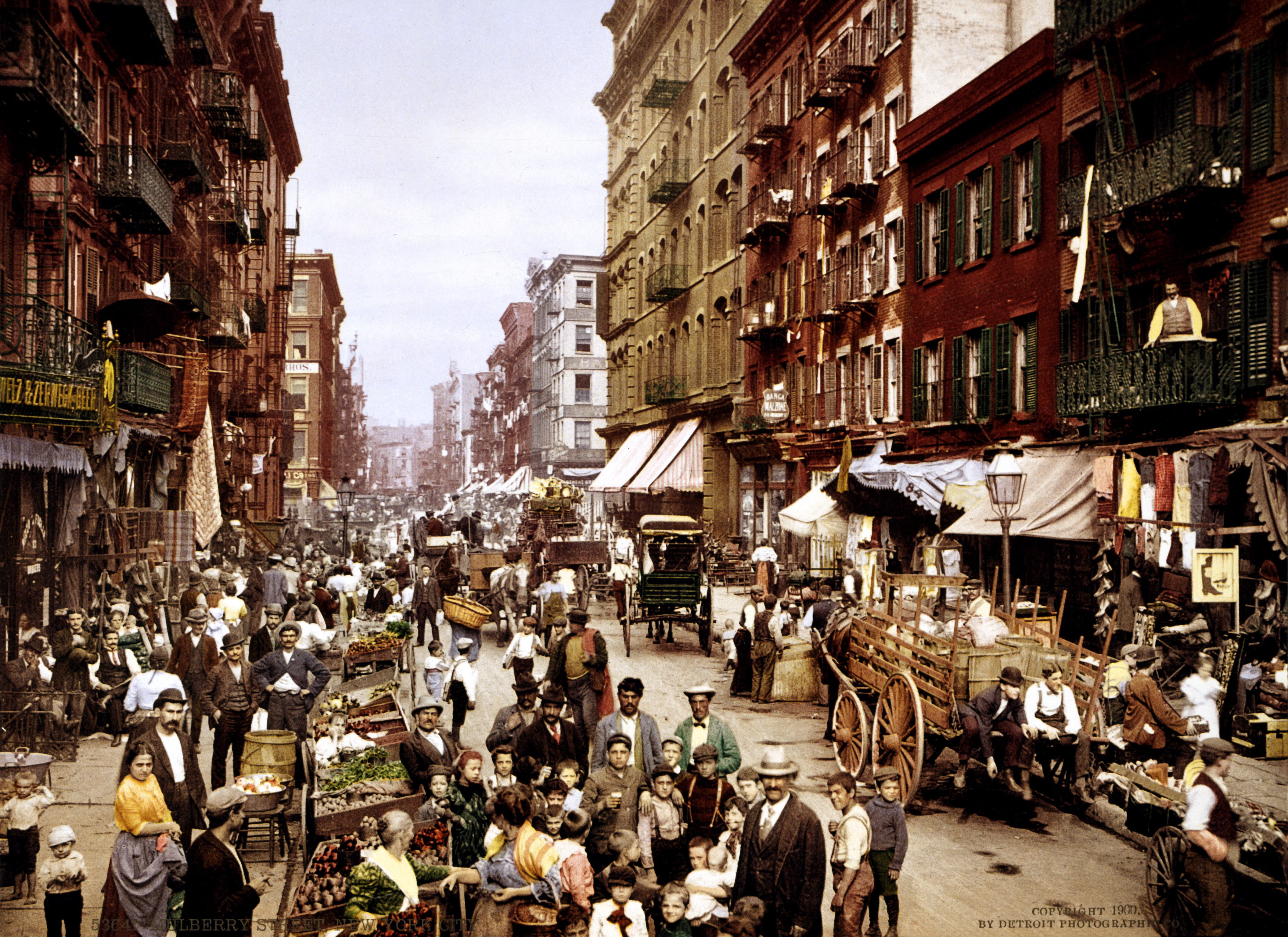
Imagine de epocă din Five Points, Manhattan

Scorsese a primit atât laude, cât și critici pentru reprezentările istorice din film. Într-un interviu acordat pentru History News Network, profesorul Tyler Anbinder de la Universitatea George Washington, a declarat că imaginile și discriminarea imigranților din film au fost corecte din punct de vedere istoric, dar atât cantitatea de violență descrisă, cât și numărul de imigranți chinezi, în special femei, au fost mai mari în film decât în realitate.
Cartea lui Asbury îi descria pe Bowery Boys, Plug Uglies, True Blue Americans, Shirt Tails și Dead Rabbits, care au fost numiți după stindardul lor de luptă, un iepure mort pe o țepușă. Cartea îl descria, de asemenea, pe William Poole, sursa de inspirație pentru William „Bill the Butcher” Cutting, membru al Bowery Boys, boxer cu mâinile goale și lider al mișcării politice Know Nothing. Poole nu provenea din Five Points, Manhattan și a fost asasinat cu aproape un deceniu înainte de Revoltele de recrutare. Atât Bill cel fictiv, cât și cel real, aveau măcelării, dar nu se știe ca Poole să fi ucis pe cineva. Cartea descrie și alți gangsteri celebri din epocă, precum Red Rocks Farrell, Slobbery Jim și Hell-Cat Maggie, care și-a pilit dinții din față în vârfuri și purta unghii artificiale de alamă.

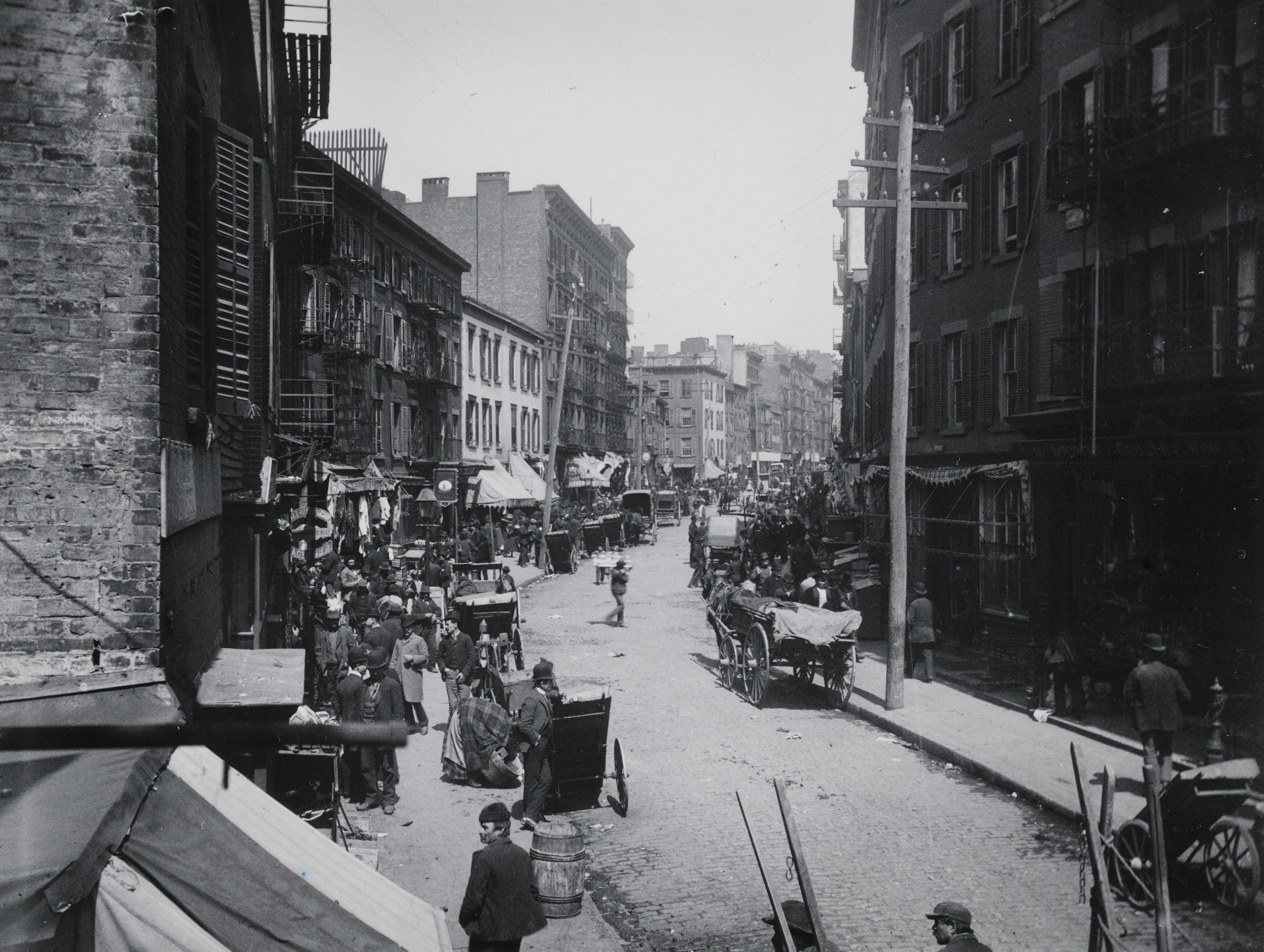
Stradă din Five Points în secolul al XIX-lea

Anbinder a declarat că recrearea de către Scorsese a mediului vizual al New York-ului de la mijlocul secolului al XIX-lea și al zonei Five Points este foarte bună. Toate decorurile au fost construite în întregime pe platourile exterioare ale studiourilor Cinecittà din Roma. În 1860, New York-ul avea 200.000 de imigranți irlandezi, majoritatea catolici, la o populație de 800.000 de locuitori.
Potrivit lui Paul S. Boyer, „Perioada cuprinsă între anii 1830 și 1850 a fost o perioadă de dezordine și turbulențe aproape continue în rândul săracilor din mediul urban. Deceniul 1834-1844 a fost marcat de peste 200 de războaie majore între bande numai în New York, iar în alte orașe modelul a fost similar”.
Încă din 1839, primarul Philip Hone a declarat: „Acest oraș este infestat de bande de nenorociți care patrulează pe străzi făcând noaptea hidoasă și insultându-i pe toți cei care nu sunt suficient de puternici pentru a se apăra”. Marea luptă între bande descrisă în film ca având loc în 1846 este fictivă, deși a existat una între Bowery Boys și Dead Rabbits în Five Points pe 4 iulie 1857, care nu este menționată în film. Criticul Vincent DiGirolamo concluzionează că „Bandele din New York devine o epopee istorică fără nici o schimbare în timp. Efectul este de a îngheța rivalitățile etno-culturale pe parcursul a trei decenii și de a le prezenta ca fiind ură ancestrală irațională nealterată de schimbările demografice, ciclurile economice și realinierile politice”.

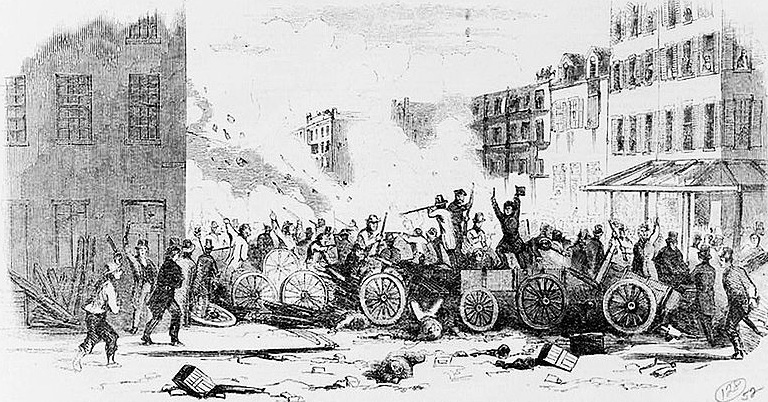
Revolta bandei „Dead Rabbit” în New York

În film, revoltele de recrutare din iulie 1863 sunt descrise ca fiind atât distructive, cât și violente. Înregistrările indică faptul că revoltele s-au soldat cu peste o sută de morți, inclusiv linșarea a 11 afro-americani liberi. Aceștia au fost vizați în mod special de irlandezi, în parte din cauza temerilor legate de concurența pentru locuri de muncă pe care mai mulți sclavi eliberați ar fi provocat-o în oraș. Bombardarea orașului de către navele marinei din larg pentru a reprima revoltele este complet fictivă. Filmul face referire la infamul Tribunal Tweed, deoarece „Boss” Tweed se referă la planurile pentru această structură ca fiind „modeste” și „economice”.
În film, chinezii americani erau suficient de răspândiți în oraș pentru a avea propria comunitate și propriile locuri publice. Deși chinezii au migrat în America încă din anii 1840, migrația semnificativă a chinezilor în New York nu a început decât în 1869, moment în care a fost finalizată calea ferată transcontinentală. Teatrul chinezesc de pe Pell St. nu a fost finalizat până în anii 1890. The Old Brewery, locuința supraaglomerată prezentată în film atât în 1846, cât și în 1862-63, a fost de fapt demolată în 1852.

## Lansarea publică
Data inițială de lansare a fost 21 decembrie 2001, la timp pentru Premiile Oscar 2001, dar producția a depășit acest obiectiv deoarece Scorsese încă filma. Un clip de douăzeci de minute, prezentat ca o „avanpremieră extinsă”, a debutat la Festivalul de Film de la Cannes din 2002 și a fost proiectat în cadrul unui eveniment cu vedete la Palais des Festivals et des Congrès, la care au participat Scorsese, DiCaprio, Diaz și Weinstein.

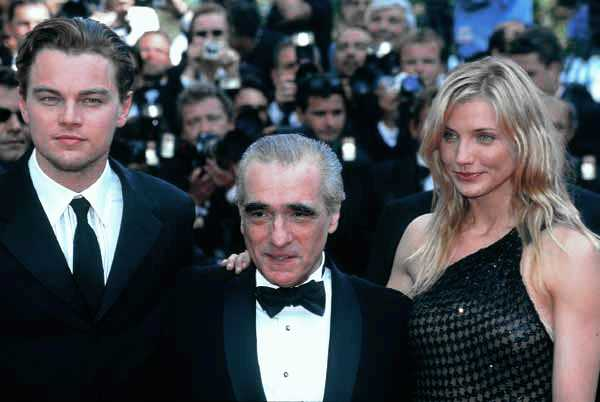
Leonardo DiCaprio alături de regizorul Martin Scorsese și actrița Cameron Diaz în timpul premierei filmului

Producătorii au dorit apoi ca filmul să se lanseze pe 25 decembrie 2002, dar un potențial conflict cu un alt film cu Leonardo DiCaprio, „Prinde-mă! Dacă poți!” (Catch Me If You Can) produs de DreamWorks, l-a determinat să mute ziua de lansare la o dată anterioară. După negocieri între mai multe părți, inclusiv interesele lui DiCaprio, Weinstein și Jeffrey Katzenberg de la DreamWorks, decizia a fost luată din motive economice: DiCaprio nu dorea să se confrunte cu un conflict de promovare a două filme care se deschid unul împotriva celuilalt; Katzenberg a reușit să îl convingă pe Weinstein că violența și materialele pentru adulți din Gangs of New York nu vor atrage neapărat familiile de Crăciun. Principala preocupare a tuturor celor implicați a fost încercarea de a maximiza ziua de deschidere a filmului, o parte importantă a economiei industriei cinematografice.
Bandele din New York a fost lansat pe video casetă VHS și pe un DVD cu 2 discuri la 1 iulie 2003, filmul fiind împărțit pe ambele discuri. O versiune Blu-ray a filmului a fost lansată la 1 iulie 2008.
După trei ani de producție, filmul a fost lansat pe 20 decembrie 2002, la un an după data de lansare planificată inițial. Deși filmul a fost lansat pe DVD și Blu-ray, nu există planuri de a se reveni asupra montajului de cinema sau de a pregăti un „director's cut” (selecția regizorului) pentru lansarea pe video. „Marty nu crede în așa ceva”, a declarat monteurul Thelma Schoonmaker. „El crede în a arăta doar filmul terminat”.

## Recepția
Pe Rotten Tomatoes, filmul are un rating de aprobare de 72% pe baza a 214 recenzii, cu o medie de 7,10/10. Consensul de critică al site-ului spune: „Deși are defecte, vastul și dezordonatul „Bandele din New York” este răscumpărat de designul de producție impresionant și de performanța electrizantă a lui Daniel Day-Lewis.” Metacritic, a acordat filmului un scor de 72 din 100, pe baza a 39 de critici, indicând „recenzii în general favorabile”. Publicul chestionat de CinemaScore a acordat filmului o notă medie de „B” pe o scară de la A+ la F.
Roger Ebert a lăudat filmul, dar a crezut că nu este chiar cel mai bun film a lui Scorsese, în timp ce Richard Roeper, co-prezentatorul său de la „At the Movies”, l-a numit „capodoperă” și l-a declarat unul dintre principalii candidați la Oscar pentru cel mai bun film. Paul Clinton de la CNN a numit filmul „o mare epopee americană”. În Variety, Todd McCarthy a scris că filmul „nu atinge oarecum statutul de mare film, dar este totuși o lucrare impresionantă și dens realizată, care deschide ochii și mintea în mod energizant asupra unor aspecte inedite ale istoriei americane”. McCarthy a remarcat atenția meticuloasă acordată detaliilor istorice și scenografiei filmului.
Unii critici au fost dezamăgiți de film, o recenzie de pe CinemaBlend considerând că este prea violent și că are puține personaje de care merită să ne intereseze. Norman Berdichevsky de la New English Review a scris într-o critică negativă că unor localnici din Spania care au vizionat Gangs of New York li s-au „confirmat” ulterior mai multe convingeri antiamericane, ceea ce, în opinia sa, s-a datorat violenței gratuite a filmului, inexactităților istorice și descrierii generale a societății americane „în cea mai proastă lumină posibilă”. Alții au considerat că a încercat să abordeze prea multe teme fără a spune nimic unic despre ele și că povestea generală a fost slabă. Interpretarea discordantă a lui Cameron Diaz în rolul lui Jenny Everdeane, hoața de buzunare imigrantă irlandeză Jenny Everdeane, a fost citată ca un exemplu de distribuție slabă și unul dintre cele mai proaste accente irlandeze din film.